# Сражение при Барфлёре
Сражение при Барфлёре — сражение во время войны Аугсбургской лиги между французским флотом Турвиля и численно превосходящим объединённым англо-голландским флотом под общим командованием Эдварда Рассела. Не принесло победы ни одной стороне, но привело к сражению при Ла-Хог, где французы были разбиты. Часто оба сражения объединяют в одно.

## Предыстория

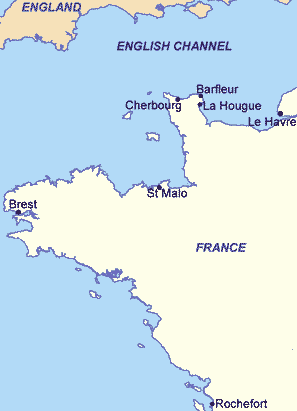
Барфлёр и Ла-Хог

Король Людовик XIV и его морской министр Поншартрен строили планы высадить в Англии армию и восстановить на престоле Якова II. Сначала планировалось начать вторжение в апреле 1692 года, пока английский и голландский флота не вышли в море и не соединились. Войска были собраны в Сент-Васт-ла-Хог, кавалерию и орудия предполагалось погрузить на транспорты в Гавре. Турвиль должен был выйти с флотом из Бреста, подобрать транспорты и, отбросив английский флот, высадить армию в Англии.
Однако французы не смогли вовремя сосредоточиться; Тулонский флот д’Эстре был отброшен штормом в Гибралтарском проливе с потерей 2 кораблей, а Виллетт-Мюрсе с Рошфорской эскадрой задержался с выходом. Брестский флот Турвиля был недоукомплектован людьми.
Турвиль возражал королю против выхода с ослабленными силами, но его письма, вероятно, не пошли дальше кабинета Поншартрена. Времена изменились; флот, да и сам Турвиль, вышли из фавора. Он получил от министра прямой приказ именем короля: выйти в море и дать бой немедля. В приказе содержались едва прикрытые обвинения в трусости. После этого Турвиль собрал военный совет, где объявил, что намерен сражаться несмотря ни на что.
Когда 29 апреля он вышел, то был вынужден оставить 20 кораблей Шато-Рено в порту. Его в очередной раз задержали неблагоприятные ветры, и до 2 мая он не мог выбраться с рейда Бертюм. Турвиль вошёл в Канал с флотом из 37 линейных кораблей в сопровождении 7 брандеров, а также фрегатов, посыльных судов и транспортов. 15 мая произошла встреча с Рошфорской эскадрой Виллетт-Мюрсе: 7 линейных и сопровождение, что дало Турвилю 44 линейных, а всего от 70 до 80 вымпелов.
Тем временем союзный флот собирался при Сент-Хеленс (остров Уайт). Делаваль прибыл 8 мая; на следующий день к нему присоединился Картер, вернувшись после сопровождения конвоя в западной части канала и доставки войск на Гернси.
Голландский флот под командованием Альмонде, вышедший в апреле из Тексела, двигался на юг. Эшби вышел из Нора к 27 апреля. Рассел задержался до 29 апреля, но наверстал время, рискнув и пройдя через Галл. Он встретил Альмонде на рейде Даунс, а ещё одну голландскую эскадру у Данженесс, прибыв к Сент-Хеленс на второй неделе мая. В ближайшие несколько дней подошли ещё отряды, пока 14 мая силы Рассела не превысили 80 линейных кораблей, не считая прочих. Таким образом, к 14 мая, когда союзный флот полностью собрался, стратегическая цель французов - выступить сосредоточенно, пока союзники были разбросаны, стала недостижима.

## Ход боя
Противники обнаружили друг друга с рассветом 19 мая 1692 года у мыса Барфлёр. Увидев союзный флот, Турвиль провёл совещание с офицерами (см. выше) и решил драться. С лёгким бризом от зюйд-веста флота медленно сближались: Расселл с северо-востока, Турвиль с наветра, на правом галсе с юга, стараясь привести свою линию в соприкосновение с Расселлом. Оба флота состояли из трёх эскадр, каждая делилась на три дивизиона под командованием младших флагманов.
Из-за штилевой погоды бой начался только к 11 утра, через пять часов после первого обнаружения. Турвиль усилил свой центр, белую эскадру под собственным командованием, чтобы быть примерно на равных с красной эскадрой Рассела. В других местах он стремился свести урон к минимуму, растянув и блокировав авангард, чтобы не дать противнику его обойти и подавить, а арьергарду было приказано держать дистанцию, чтобы сохранить ветер. Рассел в ответ не открывал огня как можно дольше, чтобы дать французам приблизиться; Альмонде с авангардом вытянулся вперёд, пытаясь перекрыть линию французов, а Эшби, с тыла и поодаль, стремился сблизиться с противником и вынудить к бою его синюю эскадру. Примерно с 11 утра и в течение нескольких часов длилась перестрелка со значительными повреждениями для обеих сторон.

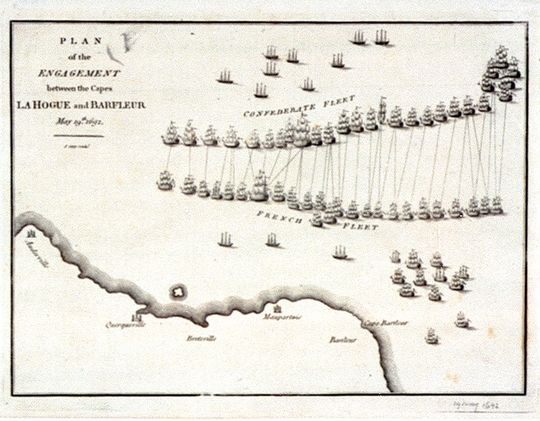
Барфлер. Гравюра XVII в., хотя и неточная, даёт представление о диспозиции флотов

Бой продлился весь день и часть ночи, и был полон неожиданностей. Около часа пополудни перемена ветра позволила Шовеллу прорвать французскую линию, а голландцам начать охват авангарда; в 4 пополудни настал мёртвый штиль, оба флота оказались в тумане; в 6 вечера Турвиль смог задержаться на приливе и получил передышку, а в 8 вечера Шовелл использовал тот же прилив для атаки брандерами (безуспешной).
К 10 вечера бой практически завершился. Как ни странно, хотя большинство кораблей с обеих сторон были повреждены, некоторые серьёзно, ни один не был потерян. Теперь уже Турвиль воспользовался отливом, обрубив якоря и позволив течению вынести себя в Канал, подальше от места боя. Поняв, что произошло, Рассел также обрубил якоря и отправился в ночную погоню.

## Последствия
Бой Турвиля при Барфлёре оценивается как умелый и решительный встречный бой с превосходящим противником. Примечательно, что при соотношении сил 1 : 2 Турвилю удалось удержать линию и не потерять ни одного корабля. Но на этом кончилось только первое сражение.
20 мая отход французов затруднялся ветрами и приливами, а также тем, что из-за экономии французского морского министерства многие корабли не имели достаточно прочных якорей, чтобы выдержать сильные приливные течения в канале. Сыграло роль и отсутствие укреплённой гавани в Шербуре. Турвиль, по-видимому, слишком долго пытался спасти свой великолепный флагман Soleil Royal, но наконец понял, что это безнадёжно, и перешёл на Ambitieux, флагман Виллет-Мюрсе.
4 корабля, включая Orgueilleux Габаре и Souverain Ланжерона, оказались севернее всех и, обойдя англичан, ушли через Атлантику в Брест. Два корабля Несмонда ушли в Гавр, из них один разбился на мели у входа в порт. Ещё два выбросились на мель у Сент-Васт-ла-Хог. Несмонд с остальными двумя прошёл Дуврским проливом, обогнул Британские острова и в конце концов пришёл в Брест.
Повреждённые сильнее всех корабли (21 у Делаваля и 13 у Турвиля) остались на якоре под Ла-Хог. Испортившаяся 21 мая погода загнала их на мели. Другие попытались выброситься на берег в Шербуре (3) и укрыться в Сен-Мало. Всё это время союзники во главе с голландцами преследовали французов. Когда они настигли обездвиженного противника, начался второй этап, известный как сражение при Ла-Хог.

## Силы сторон
| Белая эскадра (Альмонде)  | Белая эскадра (Альмонде)                       | Белая и синяя эскадры (д’Амфревиль) | Белая и синяя эскадры (д’Амфревиль)                   |
| Корабль (пушек)           | Примечание                                     | Корабль (пушек)                     | Примечание                                            |
| ------------------------- | ---------------------------------------------- | ----------------------------------- | ----------------------------------------------------- |
| Noordholland, (68)        |                                                | Bourbon, (68)                       | Сожжён при Ла-Хог                                     |
| Zeelandia, (90)           |                                                | Monarque, (90)                      | Флагман Несмонда (Nesmonde)                           |
| Ter Goes, (54)            |                                                | Aimable, (70)                       |                                                       |
| Gelderland, (64)          |                                                | Saint-Louis, (64)                   | Сожжён при Ла-Хог                                     |
| Veere, (62)               |                                                | Diamant, (60)                       |                                                       |
| Conink William, (92)      | вице-адмирал ван дер Путт (van der Putte)      |                                     |                                                       |
| Eerste Edele, (74)        |                                                |                                     |                                                       |
| Medenblick, (50)          |                                                |                                     |                                                       |
| Brandenburg, (92)         |                                                |                                     |                                                       |
| Westvriesland, (88)       |                                                | Gaillard, (68)                      | Сожжён при Ла-Хог                                     |
| Zeeland, (64)             |                                                | Terrible, (80)                      | Сожжён при Ла-Хог                                     |
| Ripperda, (50)            |                                                | Merveilleux, (90)                   | Флагман д’Амфревиля (d’Amfreville); сожжён при Ла-Хог |
| Slot Muyden, (72)         |                                                | Tonnant, (80)                       | Сожжён при Ла-Хог                                     |
| Prins, (92)               | адмирал Альмонде (Almonde)                     | Saint-Michel, (60)                  |                                                       |
| Elswoud, (72)             |                                                | Sans Pareil (Vermandois?), (62)     |                                                       |
| Schaterschoeff, (50)      |                                                |                                     |                                                       |
| Leyden, (64)              |                                                |                                     |                                                       |
| Princes, (92)             | вице-адмирал Шей (Schey)                       |                                     |                                                       |
| Amsterdam, (64)           |                                                | Sérieux, (64)                       |                                                       |
| Stad es Land, (50)        |                                                | Foudroyant, (84)                    | Флагман Релинга (Relingue); сожжён при Ла-Хог         |
| Veluw, (64)               |                                                | Brillant, (62)                      |                                                       |
| Castel Medenblick, (86)   | вице-адмирал Калленбург (Callenburg)           |                                     |                                                       |
| Ridderschap, (72)         |                                                |                                     |                                                       |
| Maegt van Doort, (64)     |                                                |                                     |                                                       |
| Captaen Generael, (84)    |                                                |                                     |                                                       |
| De Zeven Provincien, (76) |                                                |                                     |                                                       |
| Красная эскадра (Рассел)  | Красная эскадра (Рассел)                       | Белая эскадра (Турвиль)             | Белая эскадра (Турвиль)                               |
| St Michael, (90)          |                                                | Fort, (60)                          | Сожжён при Ла-Хог                                     |
| Lenox, (70)               |                                                | Henri, (64)                         |                                                       |
| Bonaventure, (50)         |                                                | Ambitieux, (96)                     | Флагман Виллетт-Мюрсе; сожжён при Ла-Хог              |
| Royal Katherine, (82)     |                                                | Couronne, (76)                      |                                                       |
| Royal Sovereign, (100)    | вице-адмирал Делаваль (Delaval)                | Maure, (52)                         |                                                       |
| Captain, (70)             |                                                | Courageux, (58)                     |                                                       |
| Centurion, (50)           |                                                |                                     |                                                       |
| Burford, (70)             |                                                |                                     |                                                       |
| Elizabeth, (70)           |                                                | Perle, (52)                         |                                                       |
| Rupert, (66)              |                                                | Glorieux, (64)                      |                                                       |
| Eagle, (70)               |                                                | Conquerant, (84)                    |                                                       |
| Chester, (50)             |                                                | Soleil Royal, (104)                 | Флагман Турвиля: сожжён в Шербуре                     |
| St Andrew, (96)           |                                                | Sainte Philippe, (84)               | Сожжён при Ла-Хог                                     |
| Britannia, (100)          | адмирал Рассел                                 | Admirable, (90)                     | Сожжён в Шербуре                                      |
| London, (96)              |                                                |                                     |                                                       |
| Greenwich, (54)           |                                                |                                     |                                                       |
| Restoration, (70)         |                                                |                                     |                                                       |
| Grafton, (70)             |                                                |                                     |                                                       |
| Hampton Court, (70)       |                                                | Content, (68)                       |                                                       |
| Swiftsure, (70)           |                                                | Souverain, (80)                     | Флагман Ланжерона (Langeron)                          |
| St Albans, (50)           |                                                | Illustre, (70)                      |                                                       |
| Kent, (70)                |                                                | Moderé, (52)                        |                                                       |
| Royal William, (100)      | контр-адмирал Шовелл (Shovell)                 |                                     |                                                       |
| Sandwich, (90)            |                                                |                                     |                                                       |
| Oxford, (54)              |                                                |                                     |                                                       |
| Cambridge, (70)           |                                                |                                     |                                                       |
| Ruby, (50)                |                                                |                                     |                                                       |
| Синяя эскадра (Эшби)      | Синяя эскадра (Эшби)                           | Синяя эскадра (Габаре́)              | Синяя эскадра (Габаре́)                                |
| Hope, (70)                |                                                | Excellent, (60)                     |                                                       |
| Deptford, (50)            |                                                | Prince, (56)                        |                                                       |
| Essex, (70)               |                                                | Magnifique, (86)                    | Флагман Котлогона (Coetlogon) Сожжён при Ла-Хог       |
| Duke, (90)                | контр-адмирал Картер (Carter)                  | Laurier, (64)                       |                                                       |
| Ossory, (90)              |                                                |                                     |                                                       |
| Woolwich, (54)            |                                                |                                     |                                                       |
| Suffolk, (70)             | капитан Кристофер Биллоп (Christopher Billopp) |                                     |                                                       |
| Crown, (50)               |                                                |                                     |                                                       |
| Dreadnought, (64)         |                                                |                                     |                                                       |
| Stirling Castle, (70)     |                                                |                                     |                                                       |
| Edgar, (72)               |                                                | Brave, (58)                         |                                                       |
| Monmouth, (66)            |                                                | Entendu, (60)                       |                                                       |
| Duchess, (90)             |                                                | Triomphant, (76)                    | Сожжён в Шербуре                                      |
| Victory, (100)            | адмирал Эшби (Ashby)                           | Orgueilleux, (94)                   | Флагман Габаре (Gabaret)                              |
| Vanguard, (90)            |                                                | Fier, (80)                          | Сожжён при Ла-Хог                                     |
| Adventure, (50)           |                                                | Fleuron, (56)                       |                                                       |
| Warspite, (70)            |                                                |                                     |                                                       |
| Montague, (62)            |                                                |                                     |                                                       |
| Defiance, (60)            |                                                |                                     |                                                       |
| Berwick, (70)             |                                                |                                     |                                                       |
| Lion, (60)                |                                                | Courtesan, (64)                     |                                                       |
| Northumberland, (70)      |                                                | Grand, (84)                         | Флагман Паннетье (Pannetier)                          |
| Advice, (50)              |                                                | Saint-Esprit, (74)                  |                                                       |
| Neptune, (96)             | вице-адмирал Рук                               | Sirène, (64)                        |                                                       |
| Windsor Castle, (90)      |                                                |                                     |                                                       |
| Expedition, (70)          |                                                |                                     |                                                       |
| Monck, (60)               |                                                |                                     |                                                       |
| Resolution, (70)          |                                                |                                     |                                                       |
| Albemarle, (90)           |                                                |                                     |                                                       |